# Équipe cycliste RoxSolt Liv Sram
L'équipe cycliste Roxsolt Liv SRAM est une équipe cycliste féminine néo-zélandaise, devenue continentale en 2020. 

## Histoire de l'équipe
L'équipe a été créée en 2013 en tant qu'équipe amateur; elle devient continentale en 2020.

## Classements UCI
Ce tableau présente les places des membres de l'équipe et de l'équipe aux classements de l'Union cycliste internationale en fin de saison.
| Année | Classement par équipes | Meilleure coureuse au classement individuel |
| 2020  | 22e                    | Emily Herfoss (71e)                         |
| 2021  | 60e                    | Justine Barrow (955e)                       |

## Encadrement
Le directeur sportif est Jarrod Moroni. Il est assisté de Andrew Gray, Mason Hender, Neil van der Ploeg et Kelvin Rundle. Ce dernier est le représentant de l'équipe auprès de l'UCI.

## Roxsolt Attaquer en 2022

### Effectif
| Effectif 2022                 | Effectif 2022     | Effectif 2022 | Effectif 2022                     |
| Cycliste                      | Date de naissance | Pays          | Équipe précédente                 |
| ----------------------------- | ----------------- | ------------- | --------------------------------- |
| Justine Barrow                | 7 mars 1979       | Australie     | Gusto StepFWD KOM (2019)          |
| Saffron Button                | 25 juin 1996      | Australie     |                                   |
| Matilda Field                 | 29 mars 1993      | Australie     |                                   |
| Isabella Flint                | 16 mai 2002       | Australie     |                                   |
| Nicole Frain (1 janv.–5 juin) | 24 août 1992      | Australie     | Tibco-Silicon Valley Bank (2021)  |
| Emily Herfoss                 | 24 juillet 1994   | Australie     | CWA Racing p/b Trek (2019)        |
| Nicola Macdonald              | 2 juin 1998       | Australie     | Pure Energy Fearless Femme (2018) |
| Peta Mullens                  | 8 mars 1988       | Australie     | Hagens Berman-Supermint (2018)    |
| Courtney Sherwell             | 6 juillet 1988    | Australie     |                                   |
|                               |                   |               |                                   |
| Source : UCI                  |                   |               |                                   |

### Victoires

#### Sur route
| Victoires | Victoires                         | Victoires | Victoires | Victoires    | Victoires |
| Date      | Course                            | Pays      | Classe    | Vainqueur    |           |
| --------- | --------------------------------- | --------- | --------- | ------------ | --------- |
| 16 janv.  | Championnat d'Australie sur route | Australie | CN        | Nicole Frain |           |

### Classement mondial
| Classement UCI | Classement UCI | Classement UCI | Classement UCI |
| Coureuse       | Coureuse       | Pays           | Points         |
| -------------- | -------------- | -------------- | -------------- |
| 382e           | Emily Herfoss  | Australie      | 70 pts         |
| 1003e          | Justine Barrow | Australie      | 9 pts          |